# Zorzines matheri
Zorzines matheri är en fjärilsart som beskrevs av Frederick H. Rindge. Zorzines matheri ingår i släktet Zorzines och familjen nattflyn. Inga underarter finns listade i Catalogue of Life.